# Cassinia straminea
Cassinia straminea là một loài thực vật có hoa trong họ Cúc. Loài này được (Benth.) Orchard mô tả khoa học đầu tiên năm 2004.